# Francesco Soderini
Francesco Soderini (Firenze, 10 giugno 1453 – Roma, 17 maggio 1524) è stato un cardinale e vescovo cattolico italiano.

## Biografia
Nacque da una nobile famiglia fiorentina alleata dei Medici. Fu fratello di Pier Soderini, gonfaloniere a vita a Firenze dal 1502 al 1512. Studiò diritto canonico e diritto civile e divenne professore all'università di Pisa nel 1476.
L'11 marzo 1478 fu eletto vescovo di Volterra, ma non avendo ancora compiuto i 27 anni previsti dai canoni fu amministratore fino all'età prescritta. Governò la diocesi tramite vicari e risiedette a Roma.
Nel novembre del 1480 fece parte dell'ambasceria fiorentina indirizzata a papa Sisto IV affinché rimuovesse l'interdetto contro Firenze, pronunciato in seguito alla congiura dei Pazzi. Il suo discorso impressionò il pontefice, con il quale peraltro era in ottimi rapporti già dal 1476. Divenne quindi prelato assistente del papa e referendario della Segnatura apostolica.
Nel 1484 guidò un'altra ambasceria dei fiorentini per presentare le felicitazioni al neoeletto papa Innocenzo VIII.
Non ricevette gli ordini sacri fino al 27 marzo 1486, quando fu ordinato sacerdote a Firenze. Ricevette la consacrazione episcopale nel settembre 1491 e quella fu la prima occasione in cui celebrò messa nella cattedrale di Volterra, di cui era vescovo da tredici anni.
Negli anni Novanta ebbe incarichi diplomatici per conto della repubblica di Firenze: fu ambasciatore in Francia, a Milano e infine a Roma presso papa Alessandro VI.
Fu Luigi XII a richiedere la sua promozione al cardinalato, che giunse da parte di papa Alessandro VI nel concistoro del 31 maggio 1503. Fu pubblicato il 2 giugno seguente e il 12 giugno ebbe il titolo di Santa Susanna. Giunse a Roma il 30 agosto, nello stesso anno partecipò ai due conclavi che elessero papa Pio III e papa Giulio II.
Il 6 marzo 1504 fu nominato vescovo di Cortona e mantenne questa cattedra, che si aggiungeva a quella volterrana, fino al 23 maggio 1505.
Il 27 novembre 1506 diede un salvacondotto a Michelangelo Buonarroti per un viaggio da Firenze a Bologna, dove gli era stata commissionata una statua in bronzo del pontefice.
Fu anche amministratore apostolico della diocesi di Saintes dal 1506 al 1515.
Optò per il titolo dei Santi XII Apostoli il 15 settembre 1508 ed ebbe successivamente altri onori: la commenda di un monastero camaldolese e il patronato dei benedettini e dei cistercensi.
Il 23 maggio 1509 rinunciò alla diocesi di Volterra.
Il 29 ottobre 1511 optò per l'ordine dei cardinali vescovi ed ebbe la sede suburbicaria di Sabina. Il 27 giugno 1513 dovette cedere la sede di Sabina a Bernardino López de Carvajal, restaurato nel cardinalato, ottenne allora la diocesi di Tivoli, elevata eccezionalmente alla dignità di sede episcopale cardinalizia, in attesa che si liberasse un'altra sede suburbicaria.
Il 12 giugno 1514 divenne amministratore apostolico di Vicenza, cattedra che terrà fino al 14 marzo 1524. Fu anche amministratore apostolico di Narni dal 21 aprile 1515 al 18 maggio 1517. Il 18 luglio 1516 optò per la sede suburbicaria di Palestrina. Dal 15 novembre 1516 al 5 maggio 1523 fu amministratore apostolico di Anagni.
Tuttavia cadde in disgrazia quando l'8 luglio 1517 fu costretto in concistoro ad ammettere la sua complicità nel complotto dei cardinali Bandinello Sauli e Alfonso Petrucci contro Leone X. Aveva offerto la tiara al cardinale Raffaele Riario e aveva ottenuto il consenso dei cardinali pagando loro la somma di 12.500 fiorini. Scoperto, si rifugiò a Palestrina, presso la dimora dei Colonna. Da qui fuggì verso Fondi con il benestare del papa, che però gli ingiunse di non lasciare il regno di Napoli e di fare vita ritirata.
Tornò a Roma solo alla morte di papa Leone X per partecipare al conclave che elesse papa Adriano VI. Durante il pontificato di Adriano VI fu al centro di nuovo complotto: fu arrestato il 27 aprile 1523, i suoi beni e la sua servitù furono confiscati e fu imprigionato a Castel Sant'Angelo. In giugno si ammalò e il papa gli concesse l'uso della servitù. In settembre papa Adriano VI morì e il Collegio cardinalizio lo liberò dal carcere per il conclave. Il nuovo papa Clemente VII, come promessogli in conclave, lo liberò. Il 9 dicembre 1523 divenne cardinale vicedecano ed ebbe la sede di Porto e Santa Rufina, nove giorni dopo divenne decano ed ebbe la sede di Ostia e Velletri.
Morì, forse di peste, il 17 maggio 1524 e fu sepolto nella chiesa di Santa Maria del Popolo.

## Ascendenza
|                      |                   |                              | Genitori                 |  |  | Nonni |  |  | Bisnonni         |  |  | Trisnonni       |  |
|                      |                   |                              |                          |  |  |       |  |  | Tommaso Soderini |  |  | Guccio Soderini |  |
|                      |                   |                              |                          |  |  |       |  |  | Tommaso Soderini |  |  | Guccio Soderini |  |
|                      |                   | Giovanna del Migliore        |                          |  |  |       |  |  | Tommaso Soderini |  |  |                 |  |
| Lorenzo Soderini     |                   |                              |                          |  |  |       |  |  | Tommaso Soderini |  |  |                 |  |
|                      |                   | Serena de Beraut de Cumengen | …                        |  |  |       |  |  |                  |  |  |                 |  |
|                      |                   | Serena de Beraut de Cumengen | …                        |  |  |       |  |  |                  |  |  |                 |  |
|                      |                   | Serena de Beraut de Cumengen | …                        |  |  |       |  |  |                  |  |  |                 |  |
| Tommaso Soderini     |                   | Serena de Beraut de Cumengen |                          |  |  |       |  |  |                  |  |  |                 |  |
|                      |                   | Tommaso Cambi                | …                        |  |  |       |  |  |                  |  |  |                 |  |
|                      |                   | Tommaso Cambi                | …                        |  |  |       |  |  |                  |  |  |                 |  |
|                      |                   | Tommaso Cambi                | …                        |  |  |       |  |  |                  |  |  |                 |  |
| Ghilla Cambi         |                   | Tommaso Cambi                |                          |  |  |       |  |  |                  |  |  |                 |  |
|                      |                   | …                            | …                        |  |  |       |  |  |                  |  |  |                 |  |
|                      |                   | …                            | …                        |  |  |       |  |  |                  |  |  |                 |  |
|                      |                   | …                            | …                        |  |  |       |  |  |                  |  |  |                 |  |
| Francesco Soderini   |                   | …                            |                          |  |  |       |  |  |                  |  |  |                 |  |
|                      | Simone Tornabuoni | Tieri Tornaquinci            |                          |  |  |       |  |  |                  |  |  |                 |  |
|                      | Simone Tornabuoni | Tieri Tornaquinci            |                          |  |  |       |  |  |                  |  |  |                 |  |
|                      | Simone Tornabuoni | …                            |                          |  |  |       |  |  |                  |  |  |                 |  |
| Francesco Tornabuoni | Simone Tornabuoni |                              |                          |  |  |       |  |  |                  |  |  |                 |  |
|                      |                   | …                            | …                        |  |  |       |  |  |                  |  |  |                 |  |
|                      |                   | …                            | …                        |  |  |       |  |  |                  |  |  |                 |  |
|                      |                   | …                            | …                        |  |  |       |  |  |                  |  |  |                 |  |
| Dianora Tornabuoni   |                   | …                            |                          |  |  |       |  |  |                  |  |  |                 |  |
|                      |                   | Nicolò Guicciardini          | Luigi Guicciardini       |  |  |       |  |  |                  |  |  |                 |  |
|                      |                   | Nicolò Guicciardini          | Luigi Guicciardini       |  |  |       |  |  |                  |  |  |                 |  |
|                      |                   | Nicolò Guicciardini          | Costanza Strozzi         |  |  |       |  |  |                  |  |  |                 |  |
| Nanna Guicciardini   |                   | Nicolò Guicciardini          |                          |  |  |       |  |  |                  |  |  |                 |  |
|                      |                   | Bice Strozzi                 | Giovanni Giacomo Strozzi |  |  |       |  |  |                  |  |  |                 |  |
|                      |                   | Bice Strozzi                 | Giovanni Giacomo Strozzi |  |  |       |  |  |                  |  |  |                 |  |
|                      |                   | Bice Strozzi                 | Giovanna Gianfigliazzi   |  |  |       |  |  |                  |  |  |                 |  |
|                      |                   | Bice Strozzi                 |                          |  |  |       |  |  |                  |  |  |                 |  |